# Kuminski
Kuminski (russisch Куминский) ist eine Siedlung städtischen Typs im westsibirischen Autonomen Kreis der Chanten und Mansen/Jugra (Russland) mit 3116 Einwohnern (Stand 14. Oktober 2010).

## Geographie
Die Siedlung liegt im Westsibirischen Tiefland, etwa 300 Kilometer Luftlinie südwestlich des Verwaltungszentrums des Autonomen Kreises Chanty-Mansijsk. Das Rajonzentrum Meschduretschenski befindet sich etwa 86 Kilometer nördlich von Kuminski.
Etwa zwei Kilometer nördlich der Siedlung verläuft der namensgebende, stark mäandrierende Fluss Kuma, ein rechter Nebenfluss der Konda, von Nordwesten nach Südosten.
Administrativ gehört Kuminski zum Kondinski rajon. Zudem ist es Verwaltungssitz und einziger bewohnter Ort der gleichnamigen Stadtgemeinde Gorodskoje posselenije Kuminski (Городское поселение Куминский).

## Geschichte
Das Entstehen der Siedlung ist eng mit der sich entwickelnden Forst- und Holzwirtschaft verbunden. Im April 1958 wurde eine erste Forsteinrichtung auf dem Gebiet des heutigen Ortes in Betrieb genommen. Der Bau der Siedlung begann im Jahr 1963, damals noch unter dem Namen Swetly (Светлый). Es entstand ein Forstbetrieb sowie eine Arbeitssiedlung für die ansässigen Arbeiter der Holzindustrie. Für den Holz- und Personentransport wurde 1964 mit dem Bau der über Swetly verlaufenden Eisenbahnstrecke Tawda–Sotnik (Сотник; Dorf nahe Meschduretschenski) begonnen. Am 31. Dezember 1964 erhielt der Ort den Status einer Siedlung städtischen Typs unter dem neuen Namen Kuminski. Der Forstbetrieb, der zu diesem Zeitpunkt 104 Arbeiter zählte, wurde 1965 zum Kuminski-Forstwirtschaftsbetrieb (Куминский леспромхоз) umbenannt. In der schnell wachsenden Siedlung wurde im Herbst 1965 eine erste Schule gebaut. Der Eisenbahnabschnitt Tawda–Sotnik konnte im Dezember 1966 fertiggestellt werden.
Bereits in den 1960er Jahren begann die Erschließung von Erdöl- und Erdgaslagerstätten im Westen des Autonomen Kreises der Chanten und Mansen. Auch in Kuminski befinden sich eine Pumpstation sowie Pipelines für den Transport von Erdöl. Durch die Entdeckung großer Gasvorkommen in der Umgebung ergeben sich perspektivisch Chancen für den Ort im Bereich der Erdgaswirtschaft.

### Bevölkerungsentwicklung
| Jahr | Einwohner |
| ---- | --------- |
| 1970 | 3412      |
| 1979 | 3348      |
| 1989 | 3378      |
| 2002 | 2805      |
| 2010 | 3116      |

Anmerkung: Volkszählungsdaten

## Kultur und Sehenswürdigkeiten
Der Ort verfügt über ein Kulturhaus, eine Bibliothek sowie einen Sportkomplex mit Hockeyplatz.

## Wirtschaft und Infrastruktur
Der wichtigste Wirtschaftszweig des Ortes ist die holzproduzierende und holzverarbeitende Industrie.
In Kuminski gibt es den Bahnhof Kuminskaja (Куминская) an der Eisenbahnstrecke Jekaterinburg–Irbit–Tawda–Meschduretschenski. Der Autoverkehr in die nahe gelegenen Dörfer ist nur über Winterstraßen möglich.